# WZ Cephei
Désignations
WZ Cephei (en abrégé WZ Cep) est une étoile binaire à éclipses de type W Ursae Majoris (W UMa) de type spectral F dans la constellation de Céphée.
Elle se trouve à environ ∼ 965 a.l. (∼ 296 pc) du Soleil. Leur période de révolution autour de leur barycentre est de 0,41744 jours (environ 10 heures). Elle a été observée par le satellite Rosat en rayons X et a été cataloguée sous le nom 1RXS J232216.6+725505.
En 2009 Zhu, L. Y. & Qian, S. B. de l'observatoire du Yunnan en Chine confirment la présence d'un troisième objet.